# Meganeura monyi
Meganeura monyi és una espècie d'insecte paleòpter que va viure al període Carbonífer (fa uns 300 milions d'anys). És l'única espècie del gènere Meganeura.
Era semblant i està relacionat amb els anisòpters actuals, però era molt més gran. Amb una envergadura que oscil·lava entre els 65 i 71 cm, és l'espècie d'insecte volador més gran coneguda de la història de la Terra (Meganeuropsis permiana, del Permià, és un altre candidat). Era un animal predador que s'alimentava d'altres insectes i fins i tot petits amfibis.

## El per què de la gran mida
La manera com l'oxigen es difon a través del cos de l'insecte a través del seu sistema de respiració traqueal posa un límit superior a la mida del cos, límit que els insectes paleozoics semblen haver superat amb escreix. Harlé (1911) va proposar originalment que Meganeura era capaç de volar només perquè l'atmosfera de la Terra en aquell moment contenia més oxigen que el 21 per cent actual. Aquesta hipòtesi va ser descartada inicialment per col·legues científics, però ha trobat l'aprovació més recentment mercès a estudis addicionals sobre la relació entre el gegantisme i la disponibilitat d'oxigen. Si aquesta hipòtesi és correcta, aquests insectes haurien estat susceptibles a la disminució dels nivells d'oxigen i, certament, no podrien sobreviure a la nostra atmosfera moderna. Altres investigacions indiquen que els insectes realment respiren, amb "cicles ràpids de compressió i expansió traqueal". L'anàlisi recent de l'energia de vol dels insectes i ocells moderns suggereix que tant els nivells d'oxigen com la densitat de l'aire proporcionen un límit superior de mida. La presència d'altres Meganeuridae molt grans amb una envergadura alar que rivalitzava amb la de Meganeura durant el Permià, quan el contingut d'oxigen de l'atmosfera ja era molt més baix que en el Carbonífer, va presentar un problema per a les explicacions relacionades amb l'oxigen. Tanmateix, malgrat que els meganèurids tenien l'envergadura més gran coneguda, els seu cos no era gaire pesat, sent menys massius que el de diversos coleòpters vius; per tant, no eren autèntics insectes gegants, només eren gegants en comparació amb els seus parents vius.